# Warodia tricornis
Warodia tricornis är en insektsart som beskrevs av Zhang och Huang 2007. Warodia tricornis ingår i släktet Warodia och familjen dvärgstritar. Inga underarter finns listade i Catalogue of Life.